# Rusland op de Olympische Zomerspelen 1912
Rusland nam deel aan de Olympische Zomerspelen 1912 in Stockholm, Zweden.

## Medailleoverzicht
| Sport       | Olympiër | Onderdeel                    | Medaille |
| ----------- | --- | ---------------------------- | -------- |
| Schietsport | Amos Kash Nikolai Melnitsky Pavel Voiloshnikov Grigori Panteleimonov                                                | 30m snelvuurpistool team (m) | Zilver   |
| Worstelen   | Martin Klein | -75kg Grieks-Romeins (m)     |          |
| Roeien      | Mart Kuusik | skiff (m)                    | Brons    |
| Schietsport | Harry Blau | trap (m)                     |          |
| Zeilen      | Esper Beloselsky Ernest Brasche Nikolai Puschnitsky Aleksandr Rodionov Iosif Schomaker Philip Strauch Karl Lindblom | 10m klasse (m)               |          |

## Deelnemers en resultaten

### Atletiek
| Olympiër                                                                             | Discipline                | Resultaat | Prestatie |
| ------------------------------------------------------------------------------------ | ------------------------- | --------- | --- |
| Pavel de Shtiglits                                                                   | 100m (m)                  | series    | serie 13: 4de |
| Leopolds Lēvenšteins                                                                 | 100m (m)                  | series    | serie 6: 6de |
| Richard Schwarz                                                                      | 100m (m)                  | series    | serie 7: 5de |
| Yury Zakharov                                                                        | 100m (m)                  | DNS       | niet gestart |
| Ulrich Baasch                                                                        | 200m (m)                  | DNS       | niet gestart |
| Herberts Baumanis                                                                    | 200m (m)                  | DNF       | serie 3: niet gefinisht |
| Haralds Hāns                                                                         | 200m (m)                  | series    | serie 3: 4de |
| Stanislaus Rudsit                                                                    | 200m (m)                  | DNS       | niet gestart |
| Bernhard Vogel                                                                       | 200m (m)                  | DNS       | niet gestart |
| Herberts Baumanis                                                                    | 400m (m)                  | DNS       | niet gestart |
| Naum Filimonov                                                                       | 400m (m)                  | DNS       | niet gestart |
| Pyotr Gayevsky                                                                       | 400m (m)                  | series    | serie 11: 4de |
| Aleksandr Schultz                                                                    | 400m (m)                  | DNS       | niet gestart |
| Bernhard Vogel                                                                       | 400m (m)                  | DNS       | niet gestart |
| Naum Filimonov                                                                       | 800m (m)                  | DNS       | niet gestart |
| Pyotr Gayevsky                                                                       | 800m (m)                  | DNS       | niet gestart |
| Konstantin Gern                                                                      | 800m (m)                  | DNS       | niet gestart |
| August Meos                                                                          | 800m (m)                  | DNS       | niet gestart |
| Dmitry Nazarov                                                                       | 800m (m)                  | series    | serie 5: 5de |
| Aleksandr Yelizarov                                                                  | 800m (m)                  | series    | serie 6: 5-7de |
| August Elmik                                                                         | 1500m (m)                 | DNS       | niet gestart |
| Pyotr Gayevsky                                                                       | 1500m (m)                 | DNS       | niet gestart |
| Arnolds Indriksons                                                                   | 1500m (m)                 | series    | serie 4: 6de |
| Nikolay Khorkov                                                                      | 1500m (m)                 | series    | serie 5: 7de |
| Andrejs Krūkliņš                                                                     | 1500m (m)                 | series    | serie 6: 5-6de |
| Aleksandr Yelizarov                                                                  | 1500m (m)                 | series    | serie 5: 6de |
| Dmitry Nazarov                                                                       | 1500m (m)                 | DNF       | serie 2: niet gefinisht |
| Yevgeny Petrov                                                                       | 1500m (m)                 | series    | serie 7: 5de |
| Alfrēds Ruks                                                                         | 1500m (m)                 | series    | serie 4: 7de |
| Pyotr Timofeyev                                                                      | 1500m (m)                 | DNS       | niet gestart |
| Rūdolfs Vītols                                                                       | 1500m (m)                 | series    | serie 2: 4-5de |
| Aleksandr Yelizarov                                                                  | 1500m (m)                 | series    | serie 6: 5-7de |
| Iosif Zaytsev                                                                        | 1500m (m)                 | DNS       | niet gestart |
| Nikolay Khorkov                                                                      | 5000m (m)                 | DNS       | niet gestart |
| Mikhail Nikolsky                                                                     | 5000m (m)                 | series    | serie 3: 4de in 17.21,7 |
| Pyotr Timofeyev                                                                      | 5000m (m)                 | DNS       | niet gestart |
| Grigory Voronkov                                                                     | 5000m (m)                 | DNS       | niet gestart |
| Iosif Zaytsev                                                                        | 5000m (m)                 | DNS       | niet gestart |
| Nikolay Khorkov                                                                      | 10000m (m)                | DNS       | niet gestart |
| Mikhail Nikolsky                                                                     | 10000m (m)                | DNF       | serie 1: niet gefinisht |
| Pyotr Timofeyev                                                                      | 10000m (m)                | DNS       | niet gestart |
| Grigory Voronkov                                                                     | 10000m (m)                | DNS       | niet gestart |
| Iosif Zaytsev                                                                        | 10000m (m)                | DNS       | niet gestart |
| Ivan Zakharov Pavel de Shtiglits Leopolds Lēvenšteins Richard Schwarz                | 4x100m (m)                | DNS       | niet gestart |
| Naum Filimonov Herberts Baumanis Pyotr Gayevsky Aleksandr Schultz                    | 4x400m (m)                | DNS       | niet gestart |
| Grigory Voronkov Aleksandr Yelizarov Dmitry Nazarov Mikhail Nikolsky Nikolay Khorkov | 3000m team (m)            | DNS       | niet gestart |
| Andrejs Kapmals                                                                      | marathon (m)              | DNF       | niet gefinisht |
| Nikolay Khorkov                                                                      | marathon (m)              | DNS       | niet gestart |
| Aleksandr Krachenin                                                                  | marathon (m)              | DNS       | niet gestart |
| Andrejs Krūkliņš                                                                     | marathon (m)              | DNF       | niet gefinisht |
| Mikhail Nikolsky                                                                     | marathon (m)              | DNS       | niet gestart |
| Nikolajs Rasso                                                                       | marathon (m)              | DNF       | niet gefinisht |
| Elmar Reimann                                                                        | marathon (m)              | DNF       | niet gefinisht |
| Aleksandrs Upmals                                                                    | marathon (m)              | DNF       | niet gefinisht |
| René Wilde                                                                           | marathon (m)              | DNS       | niet gestart |
| Iosif Zaytsev                                                                        | marathon (m)              | DNS       | niet gestart |
| Aleksis Aide                                                                         | 10km snelwandelen (m)     | 16e       | serie 2: 9de in 59.24,4 |
| Eduard Hermann                                                                       | 10km snelwandelen (m)     | DSQ       | serie 1: gediskwalificeerd |
| Karl Lukk                                                                            | 10km snelwandelen (m)     | DNF       | serie 1: niet gefinisht |
| Nikolay Khorkov                                                                      | veldlopen (m)             | DNS       | niet gestart |
| Pyotr Timofeyev                                                                      | veldlopen (m)             | DNS       | niet gestart |
| Iosif Zaytsev                                                                        | veldlopen (m)             | DNS       | niet gestart |
| Aleksandr Schultz                                                                    | verspringen (m)           | 22e       | kwalificatie groep A: 8ste met 6,15m |
| Alfred Schwarz                                                                       | staand hoogspringen (m)   | 13e       | kwalificatie groep B: 8ste met 1,40m |
| Ulrich Baasch                                                                        | polsstokhoogspringen (m)  | 16e       | kwalificatie groep B: 8ste met 3,40m |
| Johann Martin                                                                        | polsstokhoogspringen (m)  | DNF       | kwalificatie groep A: geen geldige poging |
| August Kihlart                                                                       | kogelstoten (m)           | DNS       | niet gestart |
| Vencheslav Ostrukhov                                                                 | kogelstoten (m)           | DNS       | niet gestart |
| Arvīds Ozols-Bernē                                                                   | kogelstoten (m)           | 21e       | kwalificatie groep B: 8ste met 10,33m |
| Ēriks Vanags                                                                         | kogelstoten (m)           | 20e       | kwalificatie groep C: 5de met 10,44m |
| August Kihlart                                                                       | discuswerpen (m)          | DNS       | niet gestart |
| Nikolay Neklepayev                                                                   | discuswerpen (m)          | 35e       | kwalificatie groep B: 7de met 32,59m |
| Arvīds Ozols-Bernē                                                                   | discuswerpen (m)          | DNS       | niet gestart |
| Ēriks Vanags                                                                         | discuswerpen (m)          | 39e       | kwalificatie groep E: 10de met 31,34m |
| August Kihlart                                                                       | discuswerpen 2 handen (m) | 19e       | kwalificatie groep A: 9de met 47,34m |
| Nikolay Neklepayev                                                                   | speerwerpen (m)           | 17e       | kwalificatie groep B: 2de met 44,98m |
| Nikolajs Švedrēvics                                                                  | speerwerpen (m)           | 20e       | kwalificatie groep B: 4de met 43,21m |
| Vasily Molokanov                                                                     | speerwerpen 2 handen (m)  | DNS       | niet gestart |
| Ulrich Baasch                                                                        | vijfkamp (m)              | DNS       | niet gestart |
| Alfrēds Alslēbens                                                                    | tienkamp (m)              | 12e       | 100m: 20ste in 12,2 verspringen: 12de met 6,27m kogelstoten: 28ste met 8,48m hoogspringen: 7de met 1,70m 400m: 18de in 59,0 discuswerpen: 16de met 29,21m 110m horden: 18de in 19,5 polsstokhoogspringen: geen geldige poging speerwerpen: 12de met 37,34m 1500m: 11de in 5.08,6 totaal: 5294,65 punten |
| Ulrich Baasch                                                                        | tienkamp (m)              | DNS       | niet gestart |
| Aleksandr Schultz                                                                    | tienkamp (m)              | 11e       | 100m: 22ste in 12,3 verspringen: 23ste met 5,75m kogelstoten: 18de met 10,08m hoogspringen: 20ste met 1,55m 400m: 11de in 54,6 discuswerpen: 11de met 31,34m 110m horden: 16de in 17,8 polsstokhoogspringen: 12de met 2,70m speerwerpen: 11de met 38,99m 1500m: 8ste in 4.46,4 totaal: 6134,47 punten   |

### Moderne vijfkamp
| Olympiër             | Discipline      | Resultaat | Prestatie |
| -------------------- | --------------- | --------- | --- |
| Kalle Aejemelaeus    | individueel (m) | DNF       | schietsport: 20ste met 151 punten zwemmen: 28ste in 8.59,8 |
| Arno Almqvist        | individueel (m) | 20e       | schietsport: 23ste met 143 punten zwemmen: 11de in 6.06,0 schermen: 27ste met 3 overwinningen paardensport: 13de met 100 punten atletiek: 16de in 23.16,1 totaal: 90 punten |
| Boris Nepokupnoy     | individueel (m) | DNF       | schietsport: 6de met 185 punten zwemmen: 24ste in 8.16,6 |
| Gunnar von Hohenthal | individueel (m) | 21e       | schietsport: 17de met 159 punten zwemmen: 19de in 7.38,8 schermen: 25ste met 5 overwinningen paardensport: 16de met 98 punten atletiek: 24ste in 23.28,6 totaal: 94 punten  |
| Oskar Wilkman        | individueel (m) | 15e       | schietsport: 10de met 176 punten zwemmen: 23ste in 8.11,6 schermen: 20ste met 7 overwinningen paardensport: 5de met 100 punten atletiek: 15de in 22.57,8 totaal: 73 punten  |

### Paardensport
| Olympiër                                                                           | Discipline  | Resultaat | Prestatie      |
| Dressuur                                                                           | Dressuur    | Dressuur  | Dressuur       |
| ---------------------------------------------------------------------------------- | ----------- | --------- | -------------- |
| Mikhail Yekimov                                                                    | individueel | 9e        | 62 strafpunten |
| Springconcours                                                                     |             |           |                |
| Dmitry, Grand Duke Pavlovich                                                       | individueel | 9e        | 180 punten     |
| Mikhail Pleshkov                                                                   | individueel | 21e       | 173 punten     |
| Aleksandr Rodzyanko                                                                | individueel | 16e       | 176 punten     |
| Aleksey Selikhov                                                                   | individueel | 22e       | 170 punten     |
| Karol von Rómmel                                                                   | individueel | 15e       | 178 punten     |
| Sergey Zagorsky                                                                    | individueel | 18e       | 174 punten     |
| Aleksandr Rodzyanko Mikhail Pleshkov Aleksey Selikhov Dmitry, Grand Duke Pavlovich | individueel | 5e        | 520 punten     |

### Roeien
| Olympiër    | Discipline | Resultaat | Prestatie |
| ----------- | ---------- | --------- | --- |
| Mart Kuusik | skiff (m)  | Brons     | 1ste ronde: W van AUT Heinrich: 7.45,2 kwartfinale: W van HUN Levitzky: 7.45,2 halve finale: V van BEL Veirman: 7.43,9 |

### Schermen
| Olympiër | Discipline     | Resultaat | Prestatie |
| --- | -------------- | --------- | --- |
| Gavriil Bertrain | degen (m)      | 39e       | 1ste ronde groep 5: 2de met 2 nederlagen kwartfinale 2: 5de met 4 nederlagen                                                                                                   |
| Pavel Guvorsky | degen (m)      | 87e       | 1ste ronde groep 1: 7de met 6 nederlagen |
| Vladimir Kayser | degen (m)      | 60e       | 1ste ronde groep 3: 4de met 4 nederlagen |
| Dmitry Knyazhevich | degen (m)      | DNS       | 1ste ronde groep 16: niet gestart |
| Lev Martyushev | degen (m)      | 69e       | 1ste ronde groep 6: 5de met 4 nederlagen |
| Vladimir Sarnavsky | degen (m)      | 62e       | 1ste ronde groep 4: 4de met 4 nederlagen |
| Aleksandr Soldatenkov | degen (m)      | 72e       | 1ste ronde groep 2: 5de met 4 nederlagen |
| Gavriil Bertrain Dmitry Knyazhevich Vladimir Sarnavsky Pavel Guvorsky Vladimir Kayser Aleksandr Soldatenkov Lev Martyushev Aleksandr Mordovin            | degen team (m) | 9e        | 1ste ronde groep 2: 3de V van Groot-Brittannië: 4-11 V van België: 2-9 |
| Gavriil Bertrain | floret (m)     | 53e       | 1ste ronde groep 11: 4de met 2 nederlagen |
| Nikolay Goredetsky | floret (m)     | 94e       | 1ste ronde groep 6: 7de met 6 nederlagen |
| Leonid Grinyov | floret (m)     | 78e       | 1ste ronde groep 16: 5de met 4 nederlagen |
| Pavel Guvorsky | floret (m)     | 73e       | 1ste ronde groep 3: 5de met 4 nederlagen |
| Vladimir Kayser | floret (m)     | 93e       | 1ste ronde groep 5: 7de met 5 nederlagen |
| Dmitry Knyazhevich | floret (m)     | 58e       | 1ste ronde groep 1: 4de met 2 nederlagen |
| Feliks Leparsky | floret (m)     | 61e       | 1ste ronde groep 2: 4de met 3 nederlagen |
| Lev Martyushev | floret (m)     | 71e       | 1ste ronde groep 13: 4de met 3 nederlagen |
| Aleksandr Mordovin | floret (m)     | 68e       | 1ste ronde groep 7: 4de met 3 nederlagen |
| Vladimir Samoylov | floret (m)     | 74e       | 1ste ronde groep 8: 5de met 4 nederlagen |
| Vladimir Sarnavsky | floret (m)     | 81e       | 1ste ronde groep 12: 5de met 4 nederlagen |
| Anatoly Yakovlev | floret (m)     | 76e       | 1ste ronde groep 14: 5de met 4 nederlagen |
| Vladimir Andreyev | sabel (m)      | DNF       | 1ste ronde groep 2: 3de met 2 nederlagen kwartfinale 1: 3de met 2 nederlagen halve finale 2: niet gestart                                                                      |
| Boris Arsenyev | sabel (m)      | 17e       | 1ste ronde groep 11: 1ste kwartfinale 6: 3de met 2 nederlagen halve finale 3: 5de V van HUN Mészáros V van HUN Földes V van HUN Pajzs V van GBR Van Der Byl W van SWE Personne |
| Vladimir Danich | sabel (m)      | DNF       | 1ste ronde groep 1: 3de met 2 nederlagen kwartfinale 3: niet gestart |
| Pavel Filatov | sabel (m)      | 73e       | 1ste ronde groep 12: 4de met 3 nederlagen |
| Apollon Hüber von Greifenfels | sabel (m)      | 15e       | 1ste ronde groep 10: 1ste kwartfinale 5: 2de met 2 nederlagen halve finale 4: 4de V van HUN Werkner V van HUN Schenker V van HUN Berti W van GBR Marsh W van DEN Berntsen      |
| Nikolay Kuznetsov | sabel (m)      | 58e       | 1ste ronde groep 9: 1ste kwartfinale 4: 4de met 3 nederlagen |
| Aleksandr Mordovin | sabel (m)      | 61e       | 1ste ronde groep 8: 4de met 3 nederlagen |
| Boris Nepokupnoy | sabel (m)      | 71e       | 1ste ronde groep 3: 4de met 3 nederlagen |
| Aleksandr Shkylev | sabel (m)      | 68e       | 1ste ronde groep 4: 4de met 3 nederlagen |
| Anatoly Timofeyev | sabel (m)      | DNF       | 1ste ronde groep 6: 3de met 2 nederlagen kwartfinale 2: 3de met 2 nederlagen halve finale 1: niet gestart                                                                      |
| Konstantin Vaterkampf | sabel (m)      | 81e       | 1ste ronde groep 7: 4de met 2 nederlagen |
| Georgy Zakyrich | sabel (m)      | 76e       | 1ste ronde groep 5: 4de met 3 nederlagen |
| Vladimir Andreyev Aleksandr Shkylev Vladimir Danich Apollon Hüber von Greifenfels Nikolay Kuznetsov Aleksandr Mordovin Georgy Zakyrich Anatoly Timofeyev | sabel team (m) | 9e        | 1ste ronde groep 2: 3de V van België: 7-9 V van Italië: 6-10 |

### Schietsport
| Olympiër                                                                                 | Discipline                           | Resultaat | Prestatie   |
| ---------------------------------------------------------------------------------------- | ------------------------------------ | --------- | ----------- |
| Aleksandr Dobrzhansky                                                                    | 25m geweer (m)                       | 26e       | 190 punten  |
| Vladimir Potekin                                                                         | 25m geweer (m)                       | 32e       | 171 punten  |
| Aleksandr Dobrzhansky                                                                    | 50m geweer liggend (m)               | 33e       | 172 punten  |
| Vladimir Potekin                                                                         | 50m geweer liggend (m)               | 36e       | 170 punten  |
| Boris Belinsky                                                                           | 300m vrij geweer 3 houdingen (m)     | 65e       | 746 punten  |
| Georgy de Davydov                                                                        | 300m vrij geweer 3 houdingen (m)     | 76e       | 635 punten  |
| Aleksandr Dobrzhansky                                                                    | 300m vrij geweer 3 houdingen (m)     | 78e       | 463 punten  |
| Konstantin Kalinin                                                                       | 300m vrij geweer 3 houdingen (m)     | 68e       | 736 punten  |
| Dmitry Kuskov                                                                            | 300m vrij geweer 3 houdingen (m)     | 58e       | 780 punten  |
| Pavel Lesh                                                                               | 300m vrij geweer 3 houdingen (m)     | 71e       | 713 punten  |
| Aleksandr Tillo                                                                          | 300m vrij geweer 3 houdingen (m)     | 66e       | 744 punten  |
| Osvald Rechke                                                                            | 300m vrij geweer 3 houdingen (m)     | 73e       | 699 punten  |
| Pavel Valden                                                                             | 300m vrij geweer 3 houdingen (m)     | 62e       | 758 punten  |
| Pavel Valden Feofan Lebedev Aleksandr Tillo Konstantin Kalinin Dmitry Kuskov Pavel Lesh  | 300m vrij geweer team (m)            | 7e        | 4892 punten |
| Boris Belinsky                                                                           | 600m militair geweer (m)             | 65e       | 69 punten   |
| Georgy de Davydov                                                                        | 600m militair geweer (m)             | 61e       | 70 punten   |
| Aleksandr Dobrzhansky                                                                    | 600m militair geweer (m)             | 71e       | 61 punten   |
| Konstantin Kalinin                                                                       | 600m militair geweer (m)             | 39e       | 77 punten   |
| Dmitry Kuskov                                                                            | 600m militair geweer (m)             | 59e       | 71 punten   |
| Feofan Lebedev                                                                           | 600m militair geweer (m)             | 74e       | 59 punten   |
| Pavel Lesh                                                                               | 600m militair geweer (m)             | 70e       | 62 punten   |
| Aleksandr Tillo                                                                          | 600m militair geweer (m)             | 62e       | 70 punten   |
| Osvald Rechke                                                                            | 600m militair geweer (m)             | 58e       | 71 punten   |
| Pavel Valden                                                                             | 600m militair geweer (m)             | 45e       | 75 punten   |
| Dāvids Veiss                                                                             | 600m militair geweer (m)             | 51e       | 73 punten   |
| Georgy Vishnyakov                                                                        | 600m militair geweer (m)             | 77e       | 56 punten   |
| Boris Belinsky                                                                           | 300m militair geweer 3 houdingen (m) | 46e       | 78 punten   |
| Georgy de Davydov                                                                        | 300m militair geweer 3 houdingen (m) | 68e       | 68 punten   |
| Aleksandr Dobrzhansky                                                                    | 300m militair geweer 3 houdingen (m) | 71e       | 66 punten   |
| Konstantin Kalinin                                                                       | 300m militair geweer 3 houdingen (m) | 79e       | 62 punten   |
| Dmitry Kuskov                                                                            | 300m militair geweer 3 houdingen (m) | 49e       | 77 punten   |
| Feofan Lebedev                                                                           | 300m militair geweer 3 houdingen (m) | 42e       | 80 punten   |
| Pavel Lesh                                                                               | 300m militair geweer 3 houdingen (m) | 30e       | 83 punten   |
| Aleksandr Tillo                                                                          | 300m militair geweer 3 houdingen (m) | 51e       | 76 punten   |
| Osvald Rechke                                                                            | 300m militair geweer 3 houdingen (m) | 47e       | 78 punten   |
| Pavel Valden                                                                             | 300m militair geweer 3 houdingen (m) | 11e       | 89 punten   |
| Dāvids Veiss                                                                             | 300m militair geweer 3 houdingen (m) | 60e       | 72 punten   |
| Georgy Vishnyakov                                                                        | 300m militair geweer 3 houdingen (m) | 26e       | 84 punten   |
| Pavel Valden Dmitry Kuskov Feofan Lebedev Dāvids Veiss Aleksandr Tillo Georgy de Davydov | militair geweer team (m)             | 9e        | 1403 punten |
| Amos Kash                                                                                | 50m pistool (m)                      | 46e       | 384 punten  |
| Dmitry Kuskov                                                                            | 50m pistool (m)                      | 19e       | 438 punten  |
| Nikolai Melnitsky                                                                        | 50m pistool (m)                      | 33e       | 414 punten  |
| Nikolai Panin-Kolomenkin                                                                 | 50m pistool (m)                      | 8e        | 457 punten  |
| Grigori Panteleimonov                                                                    | 50m pistool (m)                      | 17e       | 442 punten  |
| Grigori Shesterikov                                                                      | 50m pistool (m)                      | 31e       | 420 punten  |
| Pavel Voyloshnikov                                                                       | 50m pistool (m)                      | 34e       | 413 punten  |
| Nikolay Kolomenkin Grigory Shesterikov Pavel Voyloshnikov Nikolay Melnitsky              | 50m pistool team (m)                 | 4e        | 1801 punten |
| Amos Kash                                                                                | 30m snelvuurpistool (m)              | 28e       | 260 punten  |
| Nikolai Melnitsky                                                                        | 30m snelvuurpistool (m)              | 22e       | 264 punten  |
| Grigori Panteleimonov                                                                    | 30m snelvuurpistool (m)              | 14e       | 265 punten  |
| Grigori Shesterikov                                                                      | 30m snelvuurpistool (m)              | 32e       | 250 punten  |
| Pavel Voyloshnikov                                                                       | 30m snelvuurpistool (m)              | 24e       | 260 punten  |
| Amos Kash Nikolai Melnitsky Pavel Voiloshnikov Grigori Panteleimonov                     | 30m snelvuurpistool team (m)         | Zilver    | 1091 punten |
| Haralds Blaus                                                                            | trap (m)                             | Brons     | 91 punten   |
| Walter Bodneck                                                                           | trap (m)                             | 35e       | 36 punten   |
| Pavel Lieth                                                                              | trap (m)                             | 51e       | 12 punten   |
| Boris Pertel                                                                             | trap (m)                             | 53e       | 11 punten   |
| Leonardus Syttin                                                                         | trap (m)                             | 23e       | 81 punten   |
| Dmitri Barkov                                                                            | 1 schot lopend hert (m)              | 31e       | 23 punten   |
| Haralds Blaus                                                                            | 1 schot lopend hert (m)              | 20e       | 29 punten   |
| Aleksandr Dobrzhansky                                                                    | 1 schot lopend hert (m)              | 33e       | 22 punten   |
| Pavel Lieth                                                                              | 1 schot lopend hert (m)              | 34e       | 10 punten   |
| Vasily Skrotsky                                                                          | 1 schot lopend hert (m)              | 15e       | 31 punten   |
| Dmitri Barkov                                                                            | dubbel schot lopend hert (m)         | 31e       | 39 punten   |
| Vasily Skrotsky                                                                          | dubbel schot lopend hert (m)         | 20e       | 32 punten   |
| Vasily Skrotsky Dmitry Barkov Harry Blaus Aleksandr Dobrzhansky                          | 1 schot lopend hert team (m)         | 5e        | 108 punten  |

### Schoonspringen
| Olympiër                                     | Discipline     | Resultaat | Prestatie |
| -------------------------------------------- | -------------- | --------- | --- |
| Mikhaił Sumarakow-Elston                     | enkelspel (m)  | 9e        | 1ste ronde: vrij 2de ronde: vrij 3de ronde: W van SWE Setterwall: 6-2, 6-3, 11-13, 6-2 4de ronde: V van GER Kreuzer: 2-6, 12-10, 4-6, 0-6 |
| Aleksandr Alejnicyn Mikhaił Sumarakow-Elston | dubbelspel (m) | 9e        | 1ste ronde: vrij 2de ronde: W van DEN Rovsing: 2-6, 6-3, 7-5, 6-3 kwartfinale: V van FRA Canet/Mény de Marangue: 3-6, 0-6, 1-6            |

### Tennis
| Olympiër              | Discipline     | Resultaat | Prestatie  |
| --------------------- | -------------- | --------- | ---------- |
| Aleksandr Dobrzhansky | 25m geweer (m) | 26e       | 190 punten |

### Turnen
| Olympiër         | Discipline               | Resultaat | Prestatie |
| ---------------- | ------------------------ | --------- | --- |
| Aleksandr Akhyun | individuele meerkamp (m) | 39e       | brug: 38ste met 25,25 punten paard voltige: 39ste met 18,50 punten rekstok: 38ste met 20,75 punten ringen: 39ste met 23,25 punten totaal: 87,75 punten |
| Semyon Kulikov   | individuele meerkamp (m) | 41e       | brug: 41ste met 24,00 punten paard voltige: 41ste met 17,50 punten rekstok: 42ste met 16,50 punten ringen: 41ste met 21,50 punten totaal: 79,50 punten |
| Pavel Kushnikov  | individuele meerkamp (m) | 38e       | brug: 40ste met 24,50 punten paard voltige: 38ste met 19,25 punten rekstok: 30ste met 24,75 punten ringen: 41ste met 21,50 punten totaal: 90,00 punten |
| Fyodor Zabelin   | individuele meerkamp (m) | 42e       | brug: 44ste met 22,00 punten paard voltige: 42ste met 17,00 punten rekstok: 43ste met 14,75 punten ringen: 40ste met 22,50 punten totaal: 76,25 punten |

### Voetbal
| Olympiër | Discipline | Resultaat | Prestatie                                                                                     |
| --- | ---------- | --------- | --------------------------------------------------------------------------------------------- |
| Sergey Filippov Vasily Zhitarev Vasily Butusov Aleksandr Filippov Mikhail Smirnov Nikolay Kynin Nikita Khromov Andrey Akimov Vladimir Markov Pyotr Sokolov Lev Favorsky Fyodor Rimsha Grigory Nikitin Mikhail Yakovlev Aleksey Uversky Pyotr Boreysha Leonid Smirnov Khyalmar Teravayn Valdemar Vlasenko | mannen     | 5e        | 1ste ronde: vrij 2de ronde: V van Finland: 1-2 consolidatie 1ste ronde: V van Duitsland: 0-16 |

### Wielersport
| Olympiër | Discipline            | Resultaat | Prestatie      |
| --- | --------------------- | --------- | -------------- |
| Andrejs Apsītis | wegwedstrijd (m)      | 60e       | 12:18.20,6     |
| Fyodor Borisov | wegwedstrijd (m)      | DNF       | niet gefinisht |
| Fridrihs Bošs | wegwedstrijd (m)      | DNF       | niet gefinisht |
| Jēkabs Bukse | wegwedstrijd (m)      | DNF       | niet gefinisht |
| Augusts Kepke | wegwedstrijd (m)      | DNF       | niet gefinisht |
| Kārlis Kepke | wegwedstrijd (m)      | DNF       | niet gefinisht |
| Jānis Līvens | wegwedstrijd (m)      | DNF       | niet gefinisht |
| Sergey Pesterev | wegwedstrijd (m)      | DNF       | niet gefinisht |
| Jānis Prātnieks | wegwedstrijd (m)      | DNF       | niet gefinisht |
| Edgars Rihters | wegwedstrijd (m)      | DNF       | niet gefinisht |
| Andrejs Apsītis Augusts Kepke Edgars Rihters Fridrihs Bošs Fyodor Borisov Jānis Prātnieks Jēkabs Bukse Jānis Līvens Kārlis Kepke Sergey Pesterev | wegwedstrijd team (m) | DNF       | niet gefinisht |

### Worstelen
| Olympiër            | Discipline     | Resultaat      | Prestatie |
| Grieks-Romeins      | Grieks-Romeins | Grieks-Romeins | Grieks-Romeins |
| ------------------- | -------------- | -------------- | --- |
| Aleksandr Akondinov | -60kg (m)      | 19e            | 1ste ronde: V van FIN Kangas: val 2de ronde: W van GER Stein: val 3de ronde: V van SWE Larsson: val |
| Aleksandrs Miezītis | -60kg (m)      | 26e            | 1ste ronde: V van GBR MacKenzi: beslissing 2de ronde: V van DEN Hetmar: val |
| Pavel Pavlovich     | -60kg (m)      | 12e            | 1ste ronde: W van SWE Karlsson: val 2de ronde: W van NOR Arnesen: beslissing 3de ronde: V van BOH Beránek: beslissing |
| Georg Baumann       | -67,5kg (m)    | 31e            | 1ste ronde: V van FIN Väre: val 2de ronde: V van FIN Salonen: val |
| Oskar Kaplur        | -67,5kg (m)    | 6e             | 1ste ronde: W van GBR Hayes: val 2de ronde: W van ITA Covre: val 3de ronde: W van FIN Salonen: beslissing 4de ronde: G van FIN Väre 5de ronde: vrij 6de ronde: G van FIN Kolehmainen                                                                            |
| August Kippasto     | -67,5kg (m)    | 31e            | 1ste ronde: V van HUN Radvány: val 2de ronde: V van BOH Halík: val |
| Martin Klein        | -75kg (m)      | Zilver         | 1ste ronde: W van HUN Somogyi: val 2de ronde: W van SWE Bergqvist: val 3de ronde: W van HUN Miskey: val 4de ronde: W van GER Merkle: beslissing 5de ronde: G van FIN Westerlund 6de ronde: W van FIN Åberg: beslissing 7de ronde: W van FIN Jokinen: beslissing |
| Jānis Polis         | -75kg (m)      | 20e            | 1ste ronde: W van GBR Bacon: val 2de ronde: V van FIN Jokinen: val 3de ronde: V van AUT Kokotowitsch: val |
| Aleksandr Severov   | -75kg (m)      | 20e            | 1ste ronde: V van SWE Frank: beslissing 2de ronde: W van SWE Dahlberg: beslissing |
| August Pikker       | -82,5kg (m)    | 19e            | 1ste ronde: W van AUT Barl: val 2de ronde: G van SWE Andersson |
| Nikolajs Fārnasts   | +82,5kg (m)    | 12e            | 1ste ronde: V van GER Neser: beslissing |

### Zeilen
| Olympiër | Discipline     | Resultaat | Prestatie |
| --- | -------------- | --------- | --------- |
| Johan Farber Vladimir Ilyevich Vladimir Lurasov Nikolay Podgornov Herman von Adlerberg                              | 8m klasse (m)  | 5e        | 0 punten  |
| Yevgeny Kuhn Ventseslav Kuzmichev Yevgeny Lomach Viktor Markov Pavel Pavlov                                         | 8m klasse (m)  | 5e        | 0 punten  |
| Esper Beloselsky Ernest Brasche Nikolai Puschnitsky Aleksandr Rodionov Iosif Schomaker Philip Strauch Karl Lindblom | 10m klasse (m) | Brons     | 4 punten  |

### Zwemmen
| Olympiër             | Discipline           | Resultaat | Prestatie                                           |
| -------------------- | -------------------- | --------- | --------------------------------------------------- |
| Herbert von Kuhlberg | 100m vrije slag (m)  | series    | serie 1: 4de                                        |
| Pavel Avksentyev     | 400m vrije slag (m)  | DNF       | serie 2: niet gefinisht                             |
| Nikolay Voronkov     | 400m vrije slag (m)  | DNF       | serie 4: niet gefinisht                             |
| Pavel Avksentyev     | 1500m vrije slag (m) | DNF       | serie 5: niet gefinisht                             |
| Georgy Baimakov      | 200m schoolslag (m)  | series    | serie 2: 5de in 3.29,0                              |
| Georgy Baimakov      | 400m schoolslag (m)  | DNF       | serie 5: 2de in 7.28,6 halve finale 1: niet gestart |

Australazië · België · Bohemen · Canada · Chili · Denemarken · Duitsland · Egypte · Finland · Frankrijk · Griekenland · Groot-Brittannië · Hongarije · IJsland · Italië · Japan · Luxemburg · Nederland · Noorwegen · Oostenrijk · Portugal · Rusland · Servië · Turkije · Verenigde Staten · Zuid-Afrika · Zweden · Zwitserland